# Campeonato Sul-Americano de Atletismo Juvenil de 2008
O Campeonato Sul-Americano de Atletismo Juvenil de 2008 foi a 19ª edição da competição de atletismo organizada pela CONSUDATLE, para atletas com até 18 anos, classificados como juvenil. O evento foi realizado na Villa Deportiva Nacional, em Lima, no Peru, entre 29 e 30 de novembro de 2008. Contou com a presença de aproximadamente 256 atletas de 12 nacionalidades distribuídos em 40 provas. 

## Medalhistas
Esses foram os resultados do campeonato.  Resultados completos podem ser encontrados no site "World Junior Athletics History". 

### Masculino
| Evento                         | Ouro                                                                                | Ouro    | Prata                                                                     | Prata   | Bronze                                                                    | Bronze  |
| ------------------------------ | ----------------------------------------------------------------------------------- | ------- | ------------------------------------------------------------------------- | ------- | ------------------------------------------------------------------------- | ------- |
| 100 metros                     | Diego Cavalcanti (BRA)                                                              | 10.96   | Yesid Lazo (COL)                                                          | 11.03   | Gustavo dos Santos (BRA)                                                  | 11.25   |
| 200 metros                     | Diego Cavalcanti (BRA)                                                              | 21.86   | Yesid Lazo (COL)                                                          | 21.97   | Leandro de Araújo (BRA)                                                   | 22.47   |
| 400 metros                     | Omar Longart (VEN)                                                                  | 47.95   | Diego da Silva (BRA)                                                      | 49.36   | Javier Villalba (ARG)                                                     | 49.51   |
| 800 metros                     | Cassio da Mota (BRA)                                                                | 1:55.54 | Walter Paez (ARG)                                                         | 1:55.87 | Jesús Petit (VEN)                                                         | 1:56.53 |
| 1 500 metros                   | Evandro Maciel (BRA)                                                                | 3:59.76 | Marcelo Micchia (ARG)                                                     | 4:01.81 | Renan Bispo (BRA)                                                         | 4:02.15 |
| 3 000 metros                   | António Barbosa Filho (BRA)                                                         | 8:43.18 | Êmerson de Morães (BRA)                                                   | 8:47.20 | René Champi (PER)                                                         | 8:52.35 |
| 10 km marcha atlética          | Caio Bonfim (BRA)                                                                   | 43:21.9 | José Montaña (COL)                                                        | 43:24.1 | Niel García (PER)                                                         | 48:59.8 |
| 110 metros barreiras           | Jonathan Silva (BRA)                                                                | 14.12   | Rennan da Silva (BRA)                                                     | 14.22   | Javier McFarlane (PER)                                                    | 14.28   |
| 400 metros barreiras           | Hederson Estefani (BRA)                                                             | 51.67   | Artur Terezan (BRA)                                                       | 53.94   | Ivan Lu (PAN)                                                             | 54.57   |
| 2.000 metros com obstáculos    | Renzo José Lizarraga (PER)                                                          | 6:06.64 | Roberto Tello (CHI)                                                       | 6:10.03 | Vagner Nascimento (BRA)                                                   | 6:14.08 |
| 1.000 metros revezamento sueco | Brasil · Gustavo dos Santos · Diego Cavalcanti · Diego da Silva · Hederson Estefani | 1:54.10 | Venezuela · Yordan Campos · Anderson Delgado · Jesús Petit · Omar Longart | 1:56.08 | Chile · Martín Correa · Eduardo Correa · Felipe Balcazar · Vicente Vicuña | 1:59.31 |
| Salto em altura                | Carlos Layoy (ARG)                                                                  | 2.08    | Talles Silva (BRA)                                                        | 2.05    | Santiago Pérez De Castro (CHI)                                            | 2.02    |
| Salto com vara                 | Martín Correa (CHI)                                                                 | 4.40    | Francisco Escobar (COL)                                                   | 4.30    | José Tomás Lavin (CHI)                                                    | 4.30    |
| Salto em comprimento           | Jhamal Bowen (PAN)                                                                  | 7.82    | Lourival Neto (BRA)                                                       | 7.31    | Gustavo dos Santos (BRA)                                                  | 7.28    |
| Salto triplo                   | Rodrigo Silva (BRA)                                                                 | 15.17   | Jonathan Silva (BRA)                                                      | 15.11   | Luis Monagas (VEN)                                                        | 14.42   |
| Arremesso de peso              | Henrique Brandão (BRA)                                                              | 17.25   | Darlan Romani (BRA)                                                       | 17.06   | Yojer Egypt Medina (VEN)                                                  | 16.64   |
| Lançamento de disco            | Raílson da Cruz (BRA)                                                               | 50.38   | Rafael Vagula (BRA)                                                       | 49.31   | Diego Ortega (ARG)                                                        | 48.13   |
| Lançamento do martelo          | Jaime Díaz (CHI)                                                                    | 60.84   | Daian Meza (ARG)                                                          | 58.87   | Marcelo Borges (BRA)                                                      | 58.71   |
| Lançamento do dardo            | Hugo Fernandes (BRA)                                                                | 63.52   | José Gregorio Lemus (COL)                                                 | 61.20   | Braian Toledo (ARG)                                                       | 60.41   |
| Octatlo                        | Javier McFarlane (PER)                                                              | 5772    | Victor Santos (BRA)                                                       | 5728    | Marcos Rocha (BRA)                                                        | 5685    |

### Feminino
| Evento                         | Ouro                                                                                | Ouro    | Prata                                                                             | Prata   | Bronze                                                                              | Bronze  |
| ------------------------------ | ----------------------------------------------------------------------------------- | ------- | --------------------------------------------------------------------------------- | ------- | ----------------------------------------------------------------------------------- | ------- |
| 100 metros                     | Bárbara Leôncio (BRA)                                                               | 11.93   | Bárbara de Oliveira (BRA)                                                         | 12.39   | Victoria Woodward (ARG)                                                             | 12.44   |
| 200 metros                     | Bárbara Leôncio (BRA)                                                               | 24.03   | Bárbara de Oliveira (BRA)                                                         | 24.61   | Anneliese Grosser (CHI)                                                             | 25.25   |
| 400 metros                     | Natalia da Silva (BRA)                                                              | 56.22   | Lorena Lourenço (BRA)                                                             | 56.50   | Evelis Aguilar (COL)                                                                | 57.67   |
| 800 metros                     | Roselbis Stormes (VEN)                                                              | 2:13.05 | Natália Oliveira (BRA)                                                            | 2:17.39 | Janella Jonas (GUY)                                                                 | 2:18.03 |
| 1 500 metros                   | Evangelina Thomas (ARG)                                                             | 4:35.58 | Juana Paniagua (PAR)                                                              | 4:44.79 | Tatiana Araújo (BRA)                                                                | 4:46.95 |
| 3 000 metros                   | Jenifer Silva (BRA)                                                                 | 10:15.5 | Charo Inga (PER)                                                                  | 10:17.9 | Eliana Delgado (PER)                                                                | 10:24.2 |
| 5 km marcha atlética           | Kimberly García (PER)                                                               | 24:59.5 | Wendy Cornejo (BOL)                                                               | 25:07.6 | Maricela Salamanca (CHI)                                                            | 25:24.2 |
| 100 metros barreiras           | Denise dos Santos (BRA)                                                             | 14.58   | Cecilia Rivera (CHI)                                                              | 14.71   | Marielba Rengifo (VEN)                                                              | 15.07   |
| 400 metros barreiras           | Déborah Rodríguez (URU)                                                             | 61.27   | Maria Laura Tre (ARG)                                                             | 62.18   | Cleidimar Espinoza (VEN)                                                            | 62.71   |
| 2.000 metros com obstáculos    | Florencia Borelli (ARG)                                                             | 7:08.63 | Elizabeth Flores (PER)                                                            | 7:18.95 | Cinthia Bendezu (PER)                                                               | 7:20.94 |
| 1.000 metros revezamento sueco | Brasil · Bárbara de Oliveira · Bárbara Leôncio · Lorena Lourenço · Natalia da Silva | 2:12.47 | Chile · Maria Dittborn · Isidora Jiménez · Anneliese Grosser · Constanza Bernales | 2:16.41 | Venezuela · Marielba Rengifo · Nancy Garces · Cleidimar Espinoza · Roselbis Stormes | 2:19.88 |
| Salto em altura                | Betsabée Páez (ARG) · Monique Varmeling (BRA)                                       | 1.72    |                                                                                   |         | Kashani Ríos (PAN)                                                                  | 1.63    |
| Salto com vara                 | Claudia Vitoria (BRA)                                                               | 3.70    | Maira Silva (BRA)                                                                 | 3.60    | Victoria Fernández (CHI)                                                            | 3.40    |
| Salto em comprimento           | Paula Neves (BRA)                                                                   | 5.85    | Nelsibeth Villalobos (VEN)                                                        | 5.66    | Bianca dos Santos (BRA)                                                             | 5.59    |
| Salto triplo                   | Bianca dos Santos (BRA)                                                             | 12.63   | Maria Dittborn (CHI)                                                              | 12.15   | Yudelsy González (VEN)                                                              | 12.01   |
| Arremesso de peso              | Geisa Arcanjo (BRA)                                                                 | 14.22   | Mariana Marcelino (BRA)                                                           | 13.45   | Alessandra Gamboa (PER)                                                             | 12.94   |
| Lançamento de disco            | Lidiane Cansian (BRA)                                                               | 43.91   | Geisa Arcanjo (BRA)                                                               | 43.23   | Maria Fátima Ramos (PER)                                                            | 40.67   |
| Lançamento do martelo          | Julia Nuñez (ARG)                                                                   | 47.97   | Mariana Marcelino (BRA)                                                           | 47.80   | Kelly Narváez (VEN)                                                                 | 45.48   |
| Lançamento do dardo            | Bárbara López (ARG)                                                                 | 44.33   | Rafaela Gonçalves (BRA)                                                           | 44.20   | Liliana Fuentes (CHI)                                                               | 41.10   |
| Heptatlo                       | Cynthia Alves (BRA)                                                                 | 4885    | María Jesús Devia (VEN)                                                           | 4761    | Mariza Karabia (PAR)                                                                |         |

## Quadro de medalhas (não oficial)
| Ordem | País      | Medalha de ouro | Medalha de prata | Medalha de bronze | Total |
| ----- | --------- | --------------- | ---------------- | ----------------- | ----- |
| 1     | Brasil    | 26              | 19               | 9                 | 54    |
| 2     | Argentina | 6               | 4                | 4                 | 14    |
| 3     | Peru      | 3               | 2                | 7                 | 12    |
| 4     | Chile     | 2               | 4                | 7                 | 13    |
| 5     | Venezuela | 2               | 3                | 8                 | 13    |
| 6     | Panamá    | 1               | 0                | 2                 | 3     |
| 7     | Uruguai   | 1               | 0                | 0                 | 1     |
| 8     | Colômbia  | 0               | 5                | 1                 | 6     |
| 9     | Paraguai  | 0               | 1                | 1                 | 6     |
| 10    | Bolívia   | 0               | 1                | 0                 | 1     |
| 11    | Guiana    | 0               | 0                | 1                 | 1     |

## Participantes (não oficial)
Uma contagem não oficial produziu o número de 256 atletas de 12 nacionalidades. Lista detalhada dos resultados podem ser encontradas no site "World Junior Athletics History" 
| - Argentina (32) - Bolívia (11) - Brasil (64) - Chile (45) | - Colômbia (13) - Equador (1) - Guiana (2) - Panamá (7) | - Paraguai (7) - Peru (46) - Uruguai (5) - Venezuela (23) |